# Green Is the Colour
Pistes de More
Up the Khyber Cymbaline
Green Is the Colour est une chanson de Pink Floyd, figurant sur l'album More. C’est la cinquième pièce de l'album. 
Cette chanson pastorale est chantée par David Gilmour. Sur l'enregistrement, on peut entendre de la flûte. C'est Lindy, la femme de Nick Mason, flûtiste confirmée qui joue, tout comme sur The Grand Vizier's Garden Party, de l'album Ummagumma.

## En public
Les différentes versions live de la chanson sont assez différentes de la version initiale en ce sens qu'elles sont bien plus électriques. Gilmour y utilise une guitare électrique et vocalise sur les trois reprises instrumentales du thème de la chanson, tandis que Wright le soutient à l'orgue et non plus au piano. Mason et Waters participent aussi à plein à ces interprétations, au contraire de la version de l'album. Enfin la chanson est suivie sans transition par Careful with that Axe, Eugene. Ainsi accolée à Careful, elle ouvre pendant l'année 1969 la suite conceptuelle The Journey sous le titre The Beginning. Elle disparait du répertoire scénique du groupe à la fin de 1970. Careful sera désormais joué seul.

## Crédits
- David Gilmour – guitare acoustique, chant
- Richard Wright – orgue, piano
- Roger Waters – basse
- Lindy Mason  – flûte

## Liens
- Site officiel de Pink Floyd
- Site officiel de Roger Waters
- Site officiel de David Gilmour